# KTMエレクトリック・トレイン・サービス
KTMエレクトリック・トレイン・サービス（略称：KTM ETS, 英語 KTM Electric Train Service）は、マレー鉄道の電化区間で運行されている都市間急行列車の総称である。
2016年12月現在、タイ国境に接するパダン・ブサール駅からKLセントラル駅を経由しグマス駅までの区間で運行されている。

## 概要
ETSとは、マレー鉄道のうち複線電化された区間を、最高速度140km/hで運行する都市間高速電車のことである。マレー鉄道の電化複線化の歴史は1995年にクアラ・ルンプール近郊区間から始まり、同区間はKTMコミューターが運行されている。これに引き続きウエスト・コースト線の電化複線化工事が進められ、2010年にイポー～ラワン間の電化複線が完成して、既に完成していた区間と合わせると、イポーからスレンバンまでが電化複線の線路でつながった。
同年8月に、イポー～KLセントラル～スレンバン間で最初のETSの運行が始まった。しかし、2012年の10月に一旦KLセントラル～スレンバン間のETSの運行が取りやめられ、イポー～KLセントラル間での運行となった。

## 運行状況

### 2010年11月1日現在
種別は、急行(Express Train)と普通(Transit Train)がある。
イポー～スレンバン間は、走行距離は約280kmで、所要時間は急行で3時間0分である。
イポー～クアラ・ルンプール・セントラル間は、走行距離は約208kmで、所要時間は急行で2時間5分、普通で2時間17分である。

#### 急行
| 列車番号                      | 列車名                                | 区間                                   | 運転日 | 連結 クラス | 記事                          |
| 列車番号                      | 列車名                                | 区間                                   | 運転日 | E T S       | 記事                          |
| 9101,9103 9102,9104           | ETS IPOH-SEREMBAN / ETS SEREMBAN-IPOH | イポー～スレンバン                     | 毎日   | X           | 9101,9102は設定のみ           |
| 9201,9203,9205 9202,9204,9206 | ETS IPOH-KLS / ETS KLS-IPOH           | イポー～クアラ・ルンプール・セントラル | 毎日   | X           | 9203,9204,9205,9206は設定のみ |

#### 普通
| 列車番号                      | 列車名                              | 区間                                   | 運転日 | 連結 クラス | 記事 |
| 列車番号                      | 列車名                              | 区間                                   | 運転日 | E T S       | 記事 |
| 9401,9403,9405 9402,9404,9406 | TRANSIT IPOH-KLS / TRANSIT KLS-IPOH | イポー～クアラ・ルンプール・セントラル | 毎日   | X           |      |

### 2015年7月現在
速達性（停車駅パターン）により ETS GOLD と ETS SILVERと称され、運賃も異なる。
パダン・ブサール～クアラ・ルンプール・セントラル間が1日1往復、イポー～クアラ・ルンプール・セントラル間が1日13往復、パダン・ブサール～バターワース間が1日1往復、パダン・ブサール～バターワース間が1日1往復、それぞれ設定されている（曜日により運休する設定あり）。
イポー～クアラ・ルンプール・セントラル間の最速は9208、9209列車の2時間10分、もっとも多い停車駅パターンでは2時間35分。

## 車両
- クラス91（現代ロテム）6両5編成
- クラス93（英語版）（株洲電力機車）6両10編成（増備中）

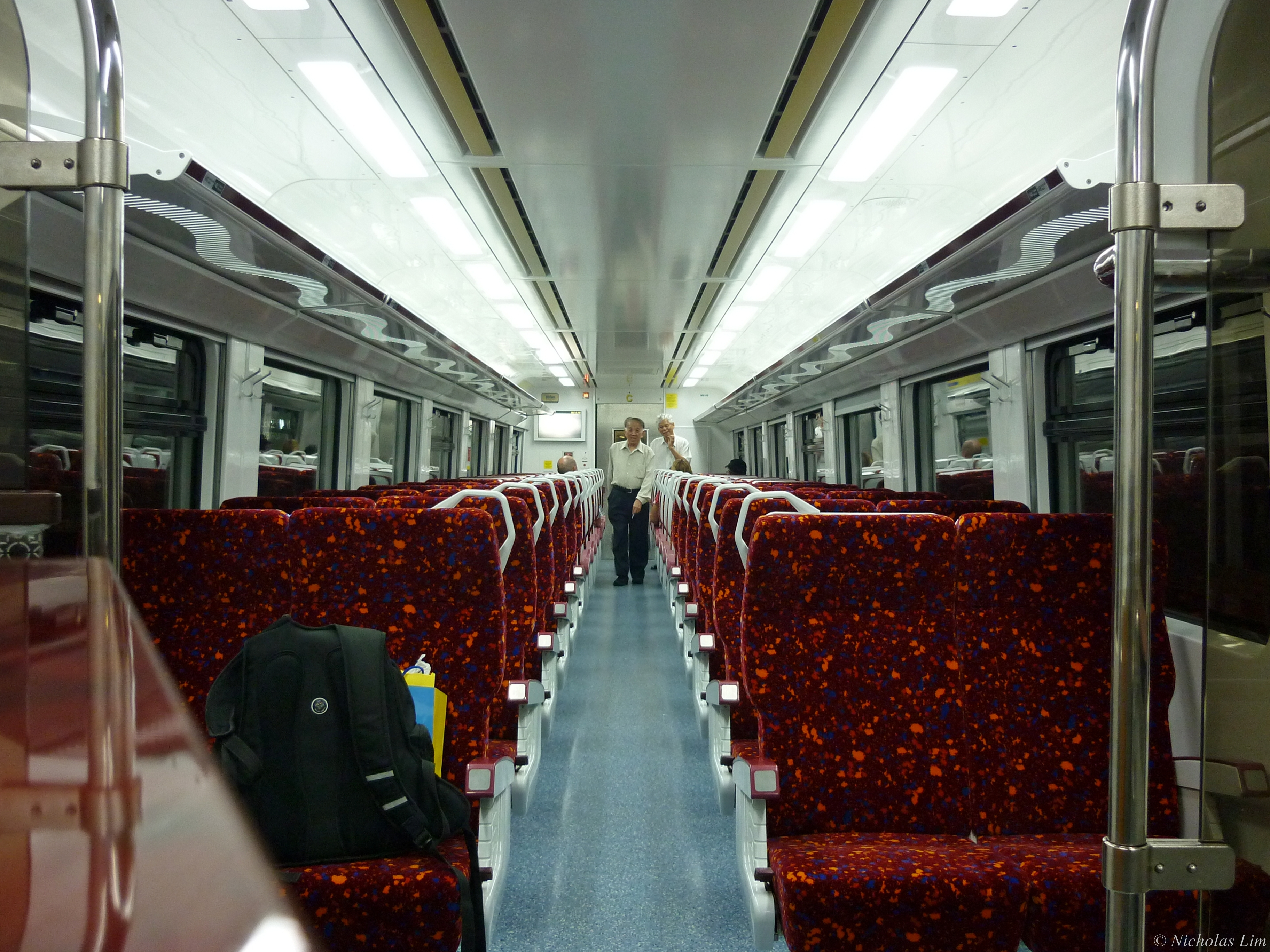
Class 91(現代ロテム製)の客室

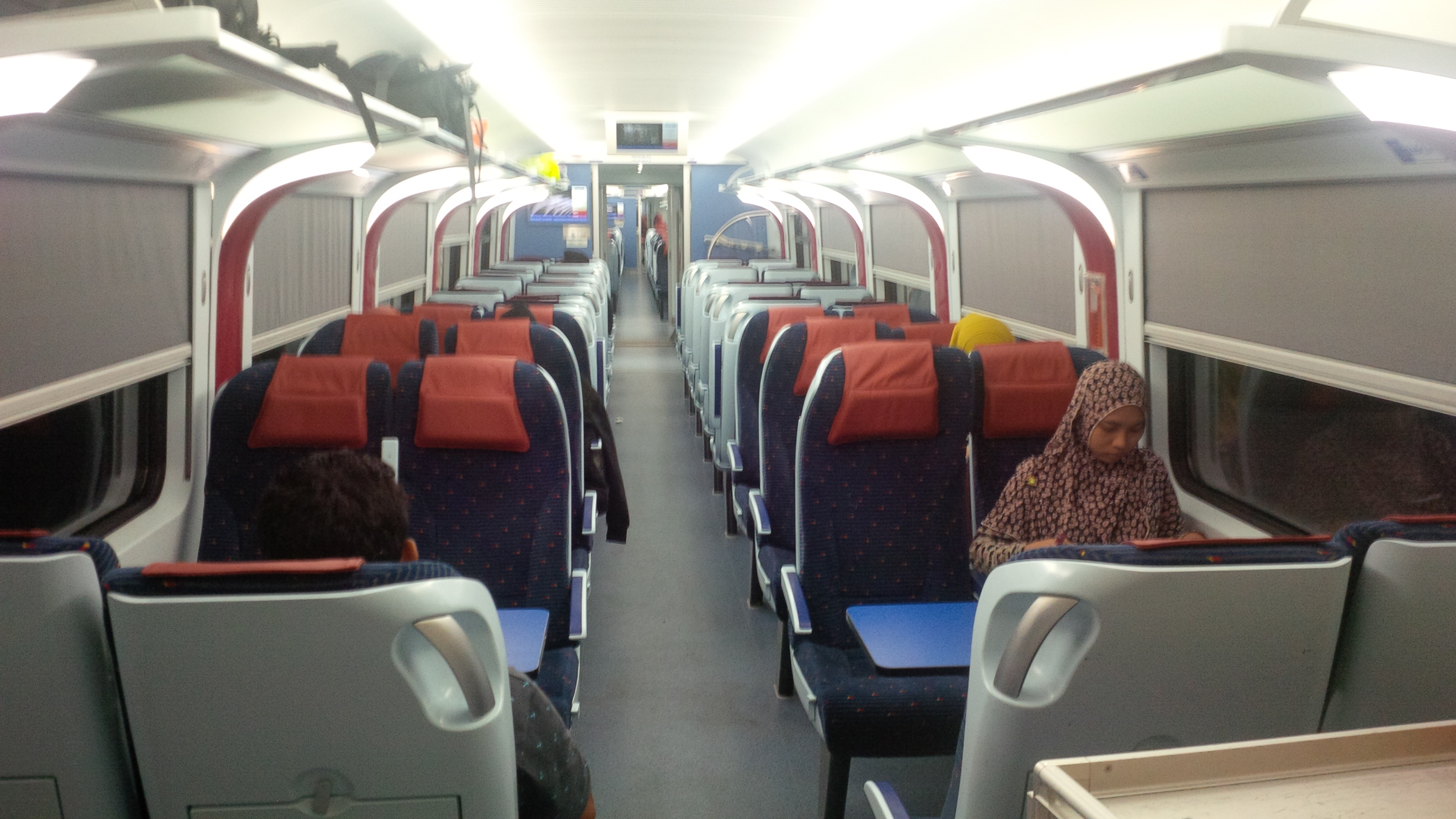
Class 93(株洲電力機車製)の客室

車両は空調つき、各座席列にサービスコンセントが提供されている。
クラス93には、1両ビジネスクラスが連結されている。

## 運賃
同区間を運行しているKTMインターシティの1等座席車(AFC)と2等座席車(ASC)の中間程度に設定されている。

## 運営
ETSの運行サービスは、マレーシア鉄道公社100%出資のETSサービス会社 (ETS Service Sdn Bhd)が運営している。

## 歴史
- 2010年8月12日 - 急行2往復、普通3往復で運行開始。（これ以外に、急行3往復設定あり）